# Course pour Tunis
 Campagne de Tunisie de la Seconde Guerre mondiale
Batailles
- Course pour Tunis
- Ligne Mareth
- Sidi Bouzid
- Kasserine
- Sejnane
- Ochsenkopf
- Capri
- Ksar Ghilane
- Pugilist
- El Guettar
- Wadi Akarit
- Longstop Hill
- Hill 609
- Vulcan
- Flax
- Retribution
- Strike

Afrique et Moyen-Orient
- Dakar
- Gabon
- Koufra
- Keren
- Exporter
- Fort Lamy
- Bir Hakeim
- El Alamein
- Torch
- Tunisie
  - Course pour Tunis

Europe
- Front de l'Est
- Husky
- Corse
- Monte Cassino
- Glières
- Ist
- Mont Mouchet
- Overlord
  - Paris
- Brassard
- Saint-Marcel
- Vercors
- Dragoon
  - Toulon
  - Marseille
- Strasbourg
- Nordwind
- Poche de Colmar
- Alpes

Océan Indien et Asie
- La Réunion
- Crimson
- Indochine

La course pour Tunis est une offensive des forces alliées ayant eu lieu en novembre et décembre 1942 dans le cadre campagne de Tunisie, pendant la Seconde Guerre mondiale. L'opposition de l'Armée d'armistice aux débarquements de l'opération Torch ayant cessé à la mi-novembre, les Alliés lancent une avance rapide avec une force de la taille d'une division à l'est de l'Algérie avant pour objectif de capturer Tunis et d'empêcher l'accumulation, en passe de réussir, des troupes de l'Axe en Tunisie. Fin novembre, une partie troupes alliées parvient à moins de 32 km de Tunis, mais une contre-attaque les repousse d'une trentaine de kilomètres, sur une position qui reste stable jusqu'à la fin de l'année 1942.

## Contexte

### Alliés
Les planificateurs de l'opération Torch avaient prévu une résistance des forces vichystes face au débarquement et les convois d'invasion avaient une prépondérance d'infanterie pour faire face à l'opposition au sol. À Alger, le débarquement des forces mobiles pour une avance ne débuta que le 12 novembre, rendant une avance vers l'est possible seulement le 15 novembre. Les Alliés ne disposaient que deux groupes-brigades d'infanterie de la 78e division d'infanterie britannique (major-général Vyvyan Evelegh), un groupe régimentaire blindé de la 6e division blindée britannique (Blade Force) et de l'artillerie supplémentaire pour une avance. Une tentative d'atteindre Bizerte et Tunis par voie terrestre avant prise de positions des forces de l'Axe était un pari qui dépendait de la capacité de la marine et de l'aviation à retarder le renforcement de celle-ci,.

### Axe
Bien que les Alliés aient prévu une opposition déterminée des forces vichystes face au débarquement de l'opération Torch, ils sous-estimèrent la vitesse de renforcement de la Tunisie par les forces de l'Axe. Malgré les rapports de renseignement concernant la réaction de l'ennemi, les Alliés furent lents à réagir et ce n'est que près de deux semaines après le débarquement que des plans aériens et navals furent élaborés pour interdire le transport maritime de l'Axe vers Tunis. Fin novembre, la Force K navale fut réformée à Malte, avec trois croiseurs et quatre destroyers, tandis que la  Force Q fut formée à Bône avec trois croiseurs et deux destroyers. Aucun navire de italien ou allemand à destination de Tunis ne fut coulé en novembre, mais les marines alliées coulèrent sept transports ennemis début décembre. Le succès arriva trop tard car les chars de la 10e Panzerdivision étaient déjà déployés. Les convois de l'Axe commencèrent à naviguer en journée en étant protégés par l'aviation. Les convois de nuit reprirent à l'achèvement de l'extension des champs de mines qui restreindront sévèrement la Force K et la Force Q.

### Forces vichystes
Les responsables tunisiens ne savaient pas qui soutenir et les aérodromes furent laissés ouverts aux deux camps ; le 9 novembre, des vols de reconnaissance signalèrent que quarante avions allemands avaient atterri à Tunis et le lendemain, la reconnaissance photographique britannique montra une centaine d'avions allemands déployés dans le secteurs. Ce jour-là, la Regia Aeronautica envoya 28 chasseurs à Tunis et deux jours plus tard, mit en place un pont aérien transportant 15 000 hommes et 527 tonnes de ravitaillement, tandis que les navires débarquèrent 176 chars, 131 canons, 1 152 véhicules et 12 000 tonnes de fournitures. À la fin du mois, trois divisions allemandes, dont la 10e Panzerdivision (major-général Wolfgang Fischer (en)), et deux divisions d'infanterie italiennes furent déployés. Le 12 novembre, Walther Nehring fut nommé à la tête du nouveau 90e corps d'armée allemand en arrivant le 17 novembre. Le commandant français en Tunisie, le général Georges Barré, déplaça les troupes vichystes dans les montagnes et forma une ligne défensive de Tebersouk à Majaz al Bab, avec l'ordre de résister à chaque tentative de franchissement.

## Prélude

### Armistice vichyste
Le 10 novembre, l'opposition française aux débarquements de l'opération Torch cessa, créant un vide militaire en Tunisie. Le 9 novembre, le lieutenant-général Kenneth Anderson prit le commandement de l'Eastern Task Force à Alger, rebaptisée British First Army. Anderson ordonna aux troupes vers l'est de s'emparer des ports de Béjaïa, Philippeville et Bône et de l'aérodrome de Djedjelli, préliminaires à l'avancée en Tunisie. Les planificateurs alliés avaient exclu un débarquement d'assaut en Tunisie, en raison du manque de troupes et de la menace aérienne ; les Alliés devaient avancer avant que l'Axe ne puisse renforcer Tunis. Le 11 novembre, la 36e brigade d'infanterie britannique avait débarqué sans opposition à Bougie, mais les difficultés d'approvisionnement retardèrent l'avance par la route jusqu'à Djedjelli, qui fut atteint deux jours plus tard. L'aérodrome de Bône fut occupé à la suite d'un parachutage du 3e bataillon parachutiste britannique, suivi le 12 novembre par le commando n° 6 qui s'empara du port.
Les gardes avancées de la 36e brigade atteignirent Tebarka le 15 novembre et Djebel Abiod le 18 novembre, où elles rencontrèrent un premier contact avec les forces d'oppositions. Plus au sud, le 15 novembre, les parachutistes de l'US Army du 509e bataillon d'infanterie parachutiste effectuèrent un largage sans opposition sur Youks-les-Bains, s'emparant de l'aérodrome de Gafsa le 17 novembre. Le 19 novembre, le général Nehring demanda le passage de ses forces sur le pont de Medjez, mais essuya un refus du général Barré. Les Allemands attaquèrent deux fois et furent repoussés, tandis que la défense française, manquant de blindés et d'artillerie, se retirèrent,. Malgré certaines forces françaises vichystes se rangeant du côté des Alliés, la position de la plupart de leurs forces demeura incertaine. Le 22 novembre, le North African Agreement plaça l'Afrique du Nord française vichyste du côté des Alliés et les troupes de garnison alliées furent libérées pour le front ; les forces de l'Axe avaient été renforcés en un corps et demeuraient cependant plus nombreuses que leurs opposants.

### Plan
Il y avait deux routes vers l'est en Tunisie depuis l'Algérie. Le plan allié était d'avancer le long des deux routes et de prendre Bizerte et Tunis. Une fois Bizerte prise, l'opération Torch prendrait fin. Attaquer au nord vers Bizerte sera la tâche de la 36e brigade d'infanterie de la 78e division d'infanterie, appuyée par la Hart Force, un petit détachement mobile de la 11e brigade d'infanterie britannique et au sud le reste de la 11e brigade d'infanterie. À leur gauche se trouvait la Blade Force (colonel Richard Hull (en)), un groupe régimentaire blindé comprenant les chars des 17e / 21e Lancers, un bataillon de chars légers américains ainsi que de l'infanterie motorisée, des parachutistes, de l'artillerie, des canons antichars et antiaériens et des ingénieurs,.

## La bataille

### Attaque alliée

Croquis de la Tunisie pendant la campagne de 1942-1943.

Les deux colonnes alliées avancèrent vers Djebel Abiod et Beja, attaquées par la Luftwaffe, qui disposait d'une supériorité aérienne locale, car les avions alliés devaient voler depuis des bases lointaines d'Algérie. Sur la route du nord, les éléments de tête de la 36e brigade progressèrent rapidement jusqu'au 17 novembre, date à laquelle ils rencontrèrent une force mixte de 17 chars, 400 parachutistes et canons automoteurs à Djebel Abiod. Les Britanniques abattirent onze chars mais n'ayant aucun soutien de chars, ceux-ci furent retenus pendant neuf jours,. Les colonnes alliées se concentrèrent à Djebel Abiod et Beja, se préparant à un assaut le 24 novembre. La 36e brigade (brigadier A. L. Kent-Lemon) devait avancer de Djebel Abiod vers Mateur et la 11e brigade d'infanterie devait descendre la vallée de la rivière Merjerda, prendre Majaz al Bab (également connu sous le nom de Medjez el-Bab ou Medjez) et de là rejoindre Tebourba, Djedeida et Tunis.
La Blade Force devait progresser à travers le pays sur des routes secondaires, dans la brèche entre les deux brigades d'infanterie, en direction de Sidi Nsir et mener des attaques de flanc sur Terbourba et Djedeida. L'attaque au nord fut annulée à cause de pluies torrentielles et au sud, la 11e brigade d'infanterie fut stoppée par les défenseurs de Medjez. La Blade Force transita par Sidi Nsir, pour rejoindre le col de Chouigui au nord de Tebourba, puis la Compagnie C du 1er bataillon (1re régiment blindé de la 1re division blindée US ; major Rudolph Barlow) avec 17 chars légers M3 Stuart, appuyés par des voitures blindées du Derbyshire Yeomanry (en), dut s'infiltrer derrière les lignes de l'Axe jusqu'à une base aérienne à Djedeida dans l'après-midi. Les chars alliés détruisirent plus d'une vingtaine d'avions de l'Axe (dont tout un groupe appartenant au Sturzkampfgeschwader 3), tirant sur des bâtiments et firent plusieurs victimes ; faute de soutien d'infanterie, les raiders se replièrent sur Chouigui.
La surprise obtenue par la Blade Force alerta Nehring de la vulnérabilité de la garnison de Medjez à un mouvement de flanc et les défenseurs furent retirés à Djedeida, à seulement 30 km de Tunis. L'attaque de la 36e brigade d'infanterie débuta le 26 novembre, mais Nehring profita du délai de Djebel Abiod pour tendre une embuscade à Jefna sur la route de Sedjenane et Mateur. Les Allemands occupaient des hauteurs de chaque côté de la route qui, après de fortes pluies, était très boueuse et le sol de chaque côté impraticable pour les véhicules ; le premier bataillon britannique fit 149 victimes. Le brigadier Kent-Lemon envoya des unités dans les collines pour déborder les Allemands, mais la défense déterminée des parachutistes dans des défenses bien agencées ne put être surmontée. Un débarquement du No. 1 Commando (en) à 23 km à l'ouest de Bizerte le 30 novembre afin de déborder la position de Jefna échoua ; les commandos rejoignirent la 36e brigade le 3 décembre et la position resta aux mains des Allemands, jusqu'aux derniers jours des combats en Tunisie en 1943,.

### Retraite allemande
Tôt le 26 novembre, la 11e brigade d'infanterie entra dans Medjez sans opposition, puis atteignit Tebourba sans opposition, prête à avancer sur Djedeida. Le lendemain, une attaque allemande fit 137 victimes et 286 prisonniers. La brigade attaqua à nouveau le 28 novembre vers l'aérodrome de Djedeida et le Combat Command « B » de la 1re division blindée américaine perdit 19 chars à cause des canons antichars déployés dans la ville. Le 29 novembre, de nouvelles unités de la 1re brigade Guards (78e division d'infanterie), arrivèrent à Alger le 22 novembre, afin de relever la 11e brigade d'infanterie. Le 29 novembre, le Combat Command « B » s'était réuni pour attaquer avec la Blade Force le 2 décembre. Le 2e bataillon du régiment parachutiste (lieutenant-colonel John Frost) devait être largué dans le cadre de l'opération Oudna le 3 décembre, près des aérodromes de l'Axe autour de Depienne à 48 km au sud de Tunis, pour détruire les bombardiers en piqué Junkers Ju 87 et pour menacer Tunis par le sud. L'attaque principale fut prévenue par une contre-attaque de l'Axe le 1er décembre et l'attaque de la Blade Force n'a pas eu lieu ; le 2e bataillon recula de 80 km par rapport aux lignes alliées fréquemment attaquées et compta 23 tués et blessés, ainsi que 266 disparus,.
La contre-attaque de l'Axe fut menée par la 10e Panzerdivision, qui venait d'arriver en Tunisie, du nord vers Tebourba. La Blade Force subit des pertes considérables et le soir du 2 décembre, celle-ci fut retirée, laissant les hommes des 11e brigade d'infanterie et Combat Command « B » seuls face à l'attaque de l'Axe, qui réussit une percée en isolant la brigade. Les combats désespérés du 2e bataillon du Hampshire Regiment (1re brigade Guards) et du 1er bataillon de l'East Surrey Regiment (en) pendant quatre jours retardèrent l'avance de l'Axe et avec la résistance du Combat Command « B » contre les attaques de blindés et d'infanterie du sud-est, permit une retraite lente sur les hauteurs de chaque côté de la rivière, à l'ouest de Terbourba. Le régiment Hampshire subit 75 % de pertes et le régiment Surrey près de 60 %,.
Au fur et à mesure de l'arrivée de troupes alliées, le Ve corps britannique (lieutenant-général Charles Walter Allfrey) de la 1re armée concentra toutes les forces du secteur de Tebourba, comprenant la 6e division blindée, la 78e division d'infanterie, le Combat Command « B » de la 1re division blindée américaine, la 1re brigade parachutiste, et les Commandos n° 1 et 6. Allfrey, constatant la vulnérabilité des unités épuisées faisant face à Tebourba, ordonna une retraite d'environ 10 km jusqu'aux hauteurs de Longstop Hill (djebel el Ahmera) à 274 mètres de haut et Bou Aoukaz, de part et d'autre de la rivière. Le 10 décembre, les chars de l'Axe attaquèrent le Combat Command « B » sur Bou Aoukaz mais s'enlisèrent dans la boue, provoquant une contre-attaque des chars américains infructueuses qui perdirent 18 chars, ralentis à cause d'enlisements.

### Opérations ultérieures
Une autre attaque alliée était prête à la fin de décembre 1942, lorsque la force alliée comprenait 54 000 soldats britanniques, 73 800 américains et 7 000 français. Un examen hâtif du renseignement montra qu'environ 125 000 combattants et 70 000 soldats de service, principalement italiens, furent postés devant eux. Dans la nuit du 16 au 17 décembre, une compagnie de la 1re division d'infanterie américaine attaqua Meknassy, à 250 km au sud de Tunis et fit 21 prisonniers allemands. L'attaque principale débuta l'après-midi du 22 décembre, malgré la pluie et une couverture aérienne insuffisante ; des éléments de la 18e Regimental Combat Team de la 1re division d'infanterie et du 2e bataillon des Coldstream Guards de la 1re brigade Guards progressèrent sur les crêtes inférieures de Longstop Hill qui dominaient le couloir fluvial de Medjez à Tebourba, et de là Tunis. Au matin du 23 décembre, les Coldstream avaient repoussé les unités de la 10e Panzerdivision au sommet, avaient été relevés par le 18e RCT et retirés à Mejdez. Les Allemands regagnèrent la colline lors d'une contre-attaque, les Guards reçurent l'ordre de reculer. Le lendemain, ceux-ci regagnèrent le sommet en se retranchant avec le 18e RCT. Le 25 décembre, alors que les munitions diminuaient et que les forces de l'Axe tenaient les hauteurs adjacentes, la position Longstop devint intenable et les Alliés furent contraints de se retirer à Medjez.

### Lectures complémentaires
- Charles R. Anderson, Tunisia 17 November 1942 to 13 May 1943, United States Army Center of Military History, coll. « WWII Campaigns » (lire en ligne)
- Rick Atkinson, An Army at Dawn: The War in North Africa, 1942–1943, London, Little, Brown, 2003 (ISBN 0-349-11636-9)
- Eddy Bauer, The History of World War II, London, Orbis Publishing, 2000, rev. éd. (1re éd. 1979) (ISBN 1-85605-552-3)
- Gregory Blaxland, The Plain Cook and the Great Showman: the First and Eighth Armies in North Africa, London, Kimber, 1977 (ISBN 0-7183-0185-4)
- Ceva Lucio, Decisive Campaigns of the Second World War, London, Routledge, 1990 (ISBN 0-7146-3369-0), « The North African Campaign 1940–43: A Reconsideration »
- Richard Mead, Churchill's Lions: A biographical guide to the key British Generals of World War II, Stroud (UK), Spellmount, 2007 (ISBN 978-1-86227-431-0)
- To Bizerte with the II Corps 23 April to 13 May 1943, United States Army Center of Military History, coll. « American Forces in Action », 1990 (1re éd. 1943) (lire en ligne)